# Giulio Cesare (cuirassé)
Pour les articles homonymes, voir Giulio Cesare et Jules César (homonymie).
Le Giulio Cesare est un cuirassé de classe Conte di Cavour construit pour la Regia Marina peu avant la Première Guerre mondiale. Il participe aux deux conflits mondiaux avant d'être cédé à la marine soviétique en 1949 à titre de réparations de guerre et d'être renommé Novorossiisk.

## Description
La classe Conte di Cavour a été conçue pour contrer les dreadnoughts français de la classe Courbet, ce qui les rendait plus lents et plus lourdement blindés que le premier dreadnought italien, le Dante Alighieri. Les navires mesuraient 168,9 mètres de long à la ligne de flottaison et 176 mètres hors tout. Ils avaient une largeur de 28 mètres, et un tirant d'eau de 9,3 mètres. Les navires de la classe Conte di Cavour avaient un déplacement de 23 458 tonnes à charge normale, et de 25 489 tonnes à charge pleine. Ils avaient un équipage de 31 officiers et 969 hommes de troupe. Les navires étaient propulsés par trois ensembles de turbines à vapeur Parsons, deux ensembles entraînant les arbres d'hélice extérieurs et un ensemble les deux arbres intérieurs. La vapeur pour les turbines était fournie par vingt chaudières à tubes d'eau Blechynden, dont huit brûlaient du mazout et douze brûlaient à la fois du mazout et du charbon. Conçu pour atteindre une vitesse maximale de 22,5 nœuds (41,7 km/h) avec 31 000 chevaux-vapeur (cv) (23 000 kW), le Conte di Cavour n'a pas atteint cet objectif lors de ses essais en mer, bien qu'il ait légèrement dépassé la puissance nominale de ses turbines, atteignant seulement 22,2 nœuds (41,1 km/h) avec 31 278 cv (23 324 kW). Les navires transportaient suffisamment de charbon et de pétrole pour avoir une autonomie de 4 800 milles nautiques (8 900 km) à 10 nœuds (19 km/h).

### Armement et blindage

Disposition de l'armement principal

La batterie principale de la classe Conte di Cavour était composée de treize canons de 305 millimètres (modèle 1909), répartis dans cinq tourelles centrales, avec une tourelle à deux canons superposée à une tourelle à trois canons par paires à l'avant et à l'arrière, et une troisième tourelle à trois canons au milieu du navire. Leur armement secondaire consistait en dix-huit canons de 120 mm montés dans des casemates sur les côtés de la coque, en montage simple. Pour se défendre contre les torpilleurs, les navires transportaient quatorze canons de 76,2 mm; treize d'entre eux pouvaient être montés sur le dessus des tourelles, mais ils pouvaient également être positionnés à 30 endroits différents, y compris sur le gaillard d'avant et les ponts supérieurs. Ils étaient également équipés de trois tubes lance-torpilles immergés de 450 millimètres, un sur chaque flanc et le troisième à l'arrière.
Les navires de la classe Conte di Cavour avaient une ceinture de blindage complète à la flottaison d'une épaisseur maximale de 250 millimètres au milieu du navire, qui se réduisait à 130 millimètres vers la poupe et à 80 millimètres vers la proue. Ils avaient deux ponts blindés: le pont principal avait une épaisseur de 24 mm sur le plat qui passait à 40 millimètres sur les pentes qui le reliaient à la ceinture principale. Le deuxième pont avait une épaisseur de 30 millimètres. Le blindage frontal des tourelles d'artillerie était de 280 millimètres d'épaisseur et les côtés de 240 millimètres d'épaisseur. Le blindage protégeant leurs barbettes avait une épaisseur de 130 à 230 millimètres. Les parois de la tour de contrôle avant avaient une épaisseur de 280 millimètres,.

## La Première Guerre mondiale et l'immédiat après-guerre
Lorsque l'Italie entre en guerre lors de la Première Guerre mondiale, le bâtiment, commandé par le capitaine de vaisseau Pio Lobetti Bodoni, fait partie de la 1re escadre de bataille, basée à Tarente, et commandée par le Duc des Abruzzes (arborant sa marque sur le cuirassé sister ship Conte di Cavour), et sert au sein de la  1re division commandée par le contre-amiral Camillo Corsi dont la marque est portée par le cuirassé Dante Alighieri.
Le 13 mars 1916, le cuirassé est déplacé à Vlora et après son retour à Tarente en décembre 1916, il est déployé à Corfou. Entre-temps, le 2 août, le cuirassé sister ship Leonardo da Vinci est coulé alors qu'il était amarré à Tarente, à la suite d'une explosion probablement causée par un sabotage autrichien. Plus tard, en mars 1917, le Giulio Cesare est déployé dans la mer Ionienne, le sud de l'Adriatique et les îles Ioniennes. Au total, pendant le conflit, le cuirassé a été employé pendant 40 heures dans 3 missions de guerre, notamment des actions de recherche de l'ennemi infructueuses, et 966 heures dans des activités de formation; le navire n'a donc jamais été employé dans des actions de combat en raison de la politique passive adoptée par les marines italienne (Regia Marina) et autrichienne (K.u.k. Kriegsmarine).
À la fin du conflit, le 10 novembre 1918, le Cesare, ainsi que le Caio Duilio, rejoignent Corfou pour une période d'exercices. Le 9 septembre 1919, le Giulio Cesare a repris le Duilio à Izmir. La présence d'unités de la Regia Marina dans ces régions est une conséquence de la victoire sur les Empires centraux, dont faisait partie l'Empire ottoman, qui était divisé en zones d'occupation et zones d'influence, les vainqueurs ayant tendance à stabiliser leurs occupations territoriales. L'Italie avait un intérêt particulier pour la région de Smyrne, où opérait le corps expéditionnaire italien, et pour soutenir ces intérêts, la présence de grands cuirassés était cruciale. Par la suite, le navire a été engagé dans une croisière de propagande vers l'Amérique du Nord, faisant escale dans les ports de Gibraltar, Ponta Delgada, Faial, Halifax, Boston, Newport, Tompkinsville, New York, Philadelphie, Annapolis, Hampton Roads.
En 1923, le Giulio Cesare participe à l'attaque de l'île grecque de Corfou, en représailles à l'assassinat de représentants italiens à Ioannina. Le 27 août 1923, la mission militaire italienne, dirigée par le général Tellini et chargée par la Conférence des ambassadeurs de délimiter la frontière gréco-albanaise, avait été massacrée dans une embuscade, et le chef du gouvernement italien, Mussolini, demanda à la flotte grecque d'honorer le drapeau italien lors d'une cérémonie spéciale. La proposition est rejetée par le gouvernement grec et Mussolini répond en envoyant une division navale composée des cuirassés Cavour, Cesare, Doria et Duilio pour occuper Corfou. Après que les navires italiens eurent bombardé le vieux fort de la ville le 29 août, le gouvernement grec dut accepter l'imposition des honneurs au drapeau italien que l'escadron naval italien reçut à Falero, l'un des ports proches d'Athènes.
Le 30 septembre 1923, les bâtiments retournent à Tarente.
Au cours des années 1920, l'unité subit plusieurs travaux de modernisation et l'armement anti-aérien subit quelques changements mineurs avec le remplacement de six canons 76/50 mm par six 76/40 mm de conception plus moderne et le remplacement du mât avant tripode par un mât avant quadripode pour supporter un équipement de télémétrie plus haute qui a modifié son profil.
En 1925, un hydravion à coque de reconnaissance Macchi M.18 est embarqué sur l'unité. Il est placé au sommet de la tour centrale dans une selle spéciale qui peut être inclinée pour orienter l'appareil selon la direction du vent. L'avion a été mis à la mer et hissé à bord au moyen d'un mât de charge. En 1926, une catapulte est également installée pour lancer l'hydravion.
Le 12 mai 1928, le cuirassé est désarmé à Tarente et de 1928 à 1933, il est utilisé comme navire-école pour les canonniers.
En octobre 1933, il quitte La Spezia pour retourner au chantier naval jusqu'en 1937 pour un réaménagement radical.

## Reconstruction
Les travaux de reconstruction ont été confiés aux chantiers Cantieri del Tirreno et réalisés dans les établissements de Gênes.
La reconstruction n'a laissé en l'état que 40 % de la structure d'origine, ne réutilisant en pratique que la coque et le blindage du pavillon, pour le reste il s'agissait d'une transformation radicale, avec une augmentation de l'armement, du déplacement et de la puissance des moteurs. Les modifications ont changé le profil du navire et augmenté ses capacités de combat.

### Coque
La longueur de la coque a été augmentée de 10,3 m pour augmenter le coefficient de finesse de la coque et contribuer à augmenter la vitesse du navire, par la superposition d'une nouvelle proue sur l'ancienne, avec la coque à bulbe d'étrave avec le gaillard allongé, élargi dans la partie arrière pour se poursuivre dans la superstructure centrale, avec les deux cheminées plus basses et plus rapprochées. L'un des deux mâts, celui situé immédiatement derrière la tour, est éliminé, ne conservant que le mât arrière qui, en raison de l'augmentation de la longueur du navire, est placé plus en arrière. La partie arrière, à l'exception de la suppression de deux arbres d'hélice, n'a pas été modifiée et les deux gouvernails sont restés les mêmes. La protection, tant verticale qu'horizontale, n'a subi que des changements minimes. La ceinture verticale, à la ligne de flottaison, a conservé son épaisseur, absolument insuffisante pour un navire qui aurait probablement dû soutenir le combat avec des navires armés de canons de 381 mm, tandis que pour rendre les deux unités moins vulnérables aux bombes des avions, en particulier au milieu du navire en correspondance avec l'appareil moteur, deux couches de plaques d'acier de 12 mm ont été appliquées au pont de protection. La protection horizontale consistait en un pont de 80 mm, un pont supérieur de 13 mm et un pont de superstructure de 18+24 mm, avec des épaisseurs moindres à l'avant et à l'arrière. Afin d'augmenter la protection, un blindage de 50 mm d'épaisseur a été appliqué autour des bases cylindriques des grandes tours, placé à une distance de 50 cm de la protection réelle, de sorte que les tours reposent sur des bases plus massives et donnent à l'unité une sensation esthétiquement plus puissante et plus sûre.
La tour de commandement, complètement reconstruite, dont la protection était de 260 mm avec une forme tronconique et pas très haute, avait à son sommet une tourelle tournante avec deux stéréotélémètres avec une base de 7,2 m pour le calcul de la distance des cibles et l'équipement pour la direction de tir des principaux calibres. La tour abritait la direction de tir occupée par le Premier Directeur de Tir qui à travers l'appareil de visée générale (« A.P.G. » : Apparecchio di Punteria Generale) était capable de calculer la distance des cibles et commandait le feu des batteries principales.
La direction de tir était directement reliée au poste central de tir, situé à la base de la tour. En cas de défaillance du poste de tir de la tour, le tir des canons principaux pouvait être dirigé depuis la tourelle avant supérieure ou bien de la tourelle arrière située immédiatement derrière la cheminée ; et qui abritaient chacune un télémètre de 9 m de base. Les télémètres des tourelles pouvaient remplacer l'A.P.G. en asservissant les autres tourelles.
La protection sous-marine était assurée par un système nommé modèle « Pugliese » (d'après le nom de son concepteur, l'ingénieur et directeur général des constructions navales Umberto Pugliese) ; le système consistait en deux longs cylindres déformables placés le long du bordé, à l'intérieur d'une cloison solide, et dont la tâche était d'absorber l'onde de choc provoquée par l'explosion d'une torpille ou d'une mine, en la dispersant à l'intérieur du cylindre en question. L'efficacité de cette protection reste controversée et n'est ni confirmée ni démentie par les événements de la guerre. Les Cavour reconstruits ont été les premières unités à adopter ce système de protection, qui sera ensuite repris lors de la reconstruction des Duilio et de la construction des Littorio.
Finalement, les modifications ont porté le déplacement de l'unité à 29 000 tonnes.

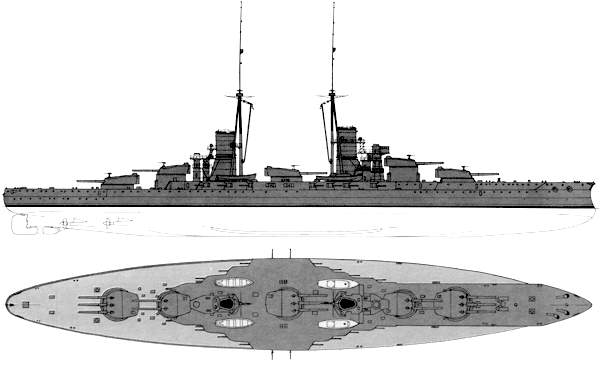
Profil et plan avant la reconstruction
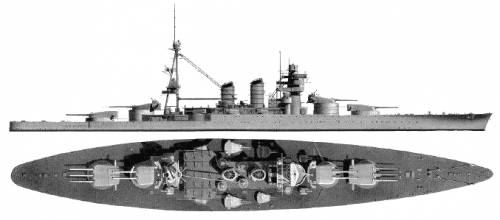
Profil et plan après la reconstruction

### Appareil de propulsion
Les modifications apportées au système de propulsion ont consisté en l'installation de nouvelles machines, d'une puissance de 75 000 cv (56 000 kW), qui, lors des essais à pleine puissance, ont atteint 93 430 ch (69 670 kW) et permis au bâtiment d'atteindre une vitesse de 28,24 nœuds (52,3 km/h). La vapeur est produite par huit chaudières à tubes d'eau de type Yarrow avec surchauffeurs, chacune équipée de sept brûleurs à huile de type Meiani. La vapeur alimente deux ensembles indépendants de turbines à engrenage Belluzzo entraînant deux lignes d'arbres actionnant des hélices à trois pales. Deux des quatre lignes d'arbres d'origine ont été supprimées, tandis que les chaudières et les turbines à vapeur ont été placées dans une position centrale à l'arrière de la tour de commandement. Chaque groupe de turbines (à réducteur) était composée d'une turbine haute pression, de deux turbines basse pression, qui comprenaient une section marche arrière, et d'un réducteur. L'un était installé dans un compartiment à l'arrière des chaudières de bâbord, tandis que l'autre était installé dans un compartiment à l'avant de la chaufferie de tribord.
La capacité en combustible était de 2 500 tonnes de mazout et l'autonomie était de 3 100 milles nautiques (5 740 km) à une vitesse de 20 nœuds (37 km/h).
L'appareil moteur a toujours fait preuve d'une grande fiabilité, puisqu'il n'y a jamais eu de pannes majeures et qu'il a toujours bien résisté, même aux efforts prolongés de navigation à pleine puissance.

### Armement
Pendant les travaux de reconstruction, l'armement a été radicalement modifié.
L'armement principal a vu l'élimination de la tourelle au centre du navire et le réalésage des chemises des autres tourelles de 305 mm/46 à 320mm/44, pour un total de 10 canons dans deux tourelles triples et deux tourelles jumelles dans les positions classiques avant et arrière, avec les tourelles jumelles élevées au-dessus des tourelles triples. Le recalibrage des canons principaux, permis par la grande marge de résistance du canon d'origine, a permis d'équiper le bâtiment, ainsi que les autres unités sur lesquelles ce travail impressionnant a été réalisé, de canons 30 % plus puissants que les canons d'origine ; les nouvelles installations disposaient également d'une manœuvre électrique à la place de l'hydraulique d'origine.
L'armement secondaire a été totalement modifié en déchargeant tous les anciens canons et après la reconstruction il était configuré en 12 canons OTO de 120/50 mm, dans 6 tourelles jumelées, disposées trois par côté, qui, avec une élévation maximale de 33º correspondant à 18 300 mètres de portée, ne pouvaient pas être utilisées contre les avions; ces canons équiperont toutes les classes de destroyers construits pour la Regia Marina à partir des années 1930: les Maestrale, les Oriani et les deux séries de la classe Soldati.
L'armement anti-aérien principal consistait en 8 canons de 100/47 mm dans 4 tourelles jumelées, 2 de chaque côté du navire, avec lesquelles, outre le Cavour, tous les croiseurs seront armés, et qui pouvaient également effectuer des tâches anti-navires, avec l'augmentation de la vitesse des avions et les nouvelles formes d'attaque en piqué, montrait plusieurs limites, s'avérant utile seulement dans les tirs de barrage, de sorte qu'un nouveau canon fut préparé, le modèle unique 90/50 A-1938 avec arbre stabilisé, qui trouva sa place sur les Duilio et Littorio reconstruits.
L'armement anti-aérien était complété par 16 Cannone-Mitragliera da 37/54 (Breda) (en) en huit systèmes jumelés, particulièrement utiles contre les bombardiers-torpilleurs et les cibles à basse altitude en général, et douze mitrailleuses 20/65 mm Mod. 1935, en six systèmes jumelés.
Les tubes lance-torpilles ont finalement été retirés.

## Retour au service
Les travaux de reconstruction, qui ont commencé le 25 octobre 1933, ont duré jusqu'au 1er juin 1937 et ont été réalisés aux chantiers navals Cantieri del Tirreno de Gênes. À la fin des travaux, le 3 juin, il rejoint La Spezia pour achever le cycle des tests et des essais, après quoi, le 1er octobre suivant, il rejoint l'équipage, rejoignant sa base d'opérations à Tarente le 3 octobre.
Le réaménagement a fait de lui un bon navire dans l'ensemble, même si ses défenses anti-aériennes et anti-sous-marines étaient médiocres.
En 1938, après avoir participé à la parade navale à Naples en mai à l'occasion de la visite d'Hitler en Italie, elle se rend à Malte en juin et en juillet à Kotor et Šibenik.
Au début d'avril 1939, le navire a participé à l'occupation de l'Albanie. À cette occasion, la Regia Marina a déployé devant la côte albanaise une escadre navale sous le commandement de l'amiral Arturo Riccardi, avec l'insigne sur le Conte di Cavour composée des deux Cavour, escortés par des destroyers du Xe escadron et des torpilleurs du XIe escadron, des quatre croiseurs lourds Zara, escortés par des destroyers de classe Alfredo Oriani de la IXe escadre et des torpilleurs du VIIIe escadron, des croiseurs légers Abruzzi et Garibaldi de la VIIIe division, escorté par les destroyers Fulmine et Freccia et par les torpilleurs du Ier escadron, par le croiseur Bande Nere, qui a été rejoint par le Cadornaà partir du 9 avril, avec l'escorte des destroyers da Recco, Folgore et Baleno, les destroyers du IIe escadron, les torpilleurs Pleiadi, Polluce, Prestinari et Pilo, pour un total de 2 cuirassés, 8 croiseurs, 17 destroyers, 16 torpilleurs, auxquels il faut ajouter le navire de soutien aux hydravions Miraglia, 12 sous-marins, diverses unités mineures telles que les vedettes-torpilleurs MAS (Motoscafo armato silurante) et divers bateaux à moteur sur lesquels étaient embarqués un total d'environ 11 300 hommes, 130 chars et divers matériels,. Malgré l'impressionnant déploiement de forces, l'action des navires italiens, face aux timides tentatives de réaction du côté albanais, se limite à quelques coups de feu tirés sur Durrës et sur Saranda. Les forces italiennes rencontrent très peu de résistance et, en peu de temps, l'ensemble du territoire albanais est sous contrôle italien, le roi Zog Ier étant contraint à l'exil.
L'occupation de l'Albanie, qui place l'Adriatique sous le contrôle exclusif de l'Italie, avec la possibilité d'en fermer définitivement l'accès, est une réponse politique à l'occupation allemande des Sudètes, anticipant ce qui sera, dans la première période de la Seconde Guerre mondiale, la « guerre parallèle » et visant en même temps à faire comprendre au reste de l'Europe, et surtout à la France, que les Balkans font partie de la sphère d'influence exclusive de l'Italie.
Pendant les derniers mois de 1939 et les premiers mois de 1940, le Giulio Cesare, ainsi que d'autres unités de l'escadron naval, a été occasionnellement déployé dans les eaux albanaises, stationné dans les ports de Vlora et Durrës.

## La Seconde Guerre mondiale
Au début de la Seconde Guerre mondiale, le navire fait partie de la Ve division de cuirassés basée à Tarente au sein du 1er escadron naval, couvrant le rôle de navire-amiral de la flotte avec l'insigne de l'amiral Inigo Campioni tandis que le cuirassé jumeau Cavour se voit attribuer le rôle de navire-amiral de la division avec l'insigne de l'amiral Bruto Brivonesi.
Après avoir pris la mer le 7 juillet sous le commandement du capitaine de vaisseau Angelo Varoli Piazza pour escorter un convoi parti de Naples le 6 juillet et à destination de Benghazi, cette mission aboutit le 9 juillet au premier affrontement entre des navires de la Regia Marina et des navires de la Royal Navy: la bataille de Punta Stilo. Au cours de cette bataille, une longue salve du Giulio Cesare endommage légèrement les destroyers HMS Hereward (H93) et HMS Decoy (H75). L'unité est à son tour touchée par un obus de 381 mm (15 pouces) tiré par le cuirassé britannique HMS Warspite (03), arborant la marque de l'amiral Andrew Cunningham. Le coup de feu tiré par le bâtiment britannique à une distance de plus de 24 km (13 milles nautiques), a établi un record de tir naval contre une cible mobile,,,.
Le Giulio Cesare a été touché par un obus qui, après avoir traversé sa cheminée arrière, a explosé, provoquant un incendie dont les émanations de fumée et de gaz ont été diffusées dans la chaufferie arrière, forçant à mettre bas les feux des quatre chaudières du compartiment, les marins ne pouvant plus y respirer. L'explosion a été vue par Cunningham à bord du HMS Warspite. À ce moment, avec seulement quatre chaudières en fonctionnement, la vitesse a été réduite à 18 nœuds (33 km/h), s'éloignant du théâtre de la bataille, tout en continuant à tirer avec les canons de poupe. Peu après, grâce aux efforts de l'équipage, deux chaudières ont été réparées et avec six chaudières en fonctionnement, sa vitesse a augmenté à 24 nœuds (44 km/h) et il a pu atteindre Messine avec les croiseurs Trento de la IIIe division de l'amiral Carlo Cattaneo.

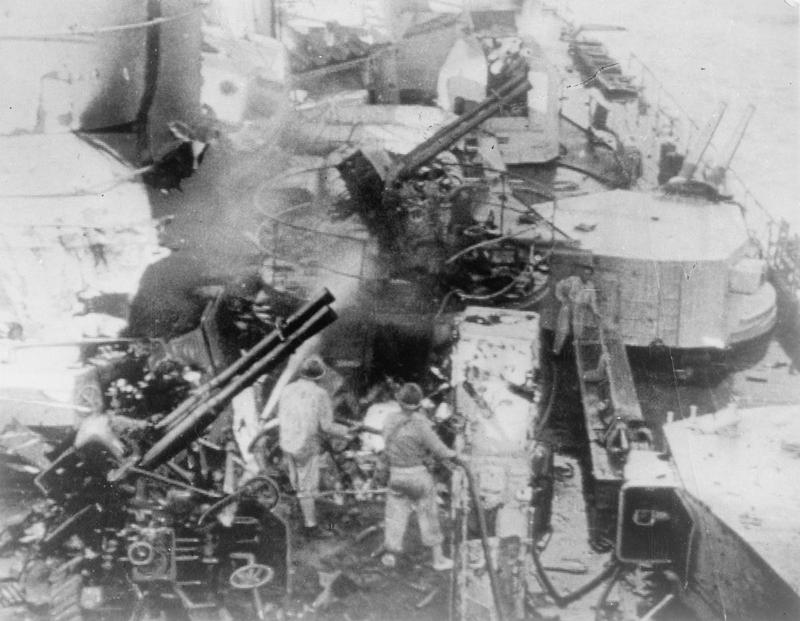
Dommages de bataille sur le Giulio Cesare à la base de la cheminée (à gauche de la photo) sur laquelle on peut voir les canons antiaériens jumelés 37 mm/L54 Breda modernisés et les tourelles jumelées de l'artillerie moyenne de 120 mm à droite.

Après cette bataille, au cours de laquelle soixante-dix membres de l'équipage ont péri, son drapeau a été décoré d'une médaille d'argent de la valeur militaire.
Le navire fut envoyé à l'Arsenal de La Spezia pour les travaux de réparation nécessaires et le 30 août suivant, il participa avec la plupart des unités du Ier escadron et avec d'autres unités parties de Messine et Brindisi à une action contre l'opération Hats,, avec laquelle les Britanniques essayaient d'amener un convoi d'Alexandrie pour ravitailler Malte. L'escadron naval italien, qui a vu pour la première fois l'utilisation des deux tout nouveaux cuirassés Vittorio Veneto et Littorio, n'a cependant pas pu entrer en contact avec l'ennemi, également en raison d'un violent coup de vent qui a contraint les navires italiens à rentrer, les destroyers ne pouvant pas tenir la mer.
Après avoir survécu indemne à la Nuit de Tarente des 11-12 novembre 1940, au cours de laquelle le navire-jumeau Conte di Cavour fut sérieusement endommagé, le Giulio Cesare fut transféré à Naples avec le Doria et le Vittorio Veneto, avec l'escorte des Xe et XIIIe escadrons, participant à la défense anti-aérienne de la ville.
Le 26 novembre suivant, le navire prit la mer, en formation avec le Vittorio Veneto, un autre cuirassé qui avait survécu indemne à la nuit de Tarente, et d'autres unités des Ier et IIe escadron, pour intercepter la Force H de l'amiral James Somerville, en provenance de Gibraltar, qui avait pris la mer pour protéger un convoi à destination de Malte et d'Alexandrie. Le contact entre les forces navales italiennes et britanniques a lieu près de la Sardaigne et culmine le 27 novembre dans la bataille du cap Teulada,. À cette occasion, le cuirassé Vittorio Veneto est attaché à la Ve division de cuirassés en tant que navire-amiral.
Après être rentré à Naples, dans l'après-midi du 15 décembre, ayant reçu la nouvelle que la veille les Britanniques avaient de nouveau attaqué la base de Tarente, endommageant le croiseur lourd Pola, le Giulio Cesare, avec le Vittorio Veneto, le Zara, le Gorizia et les destroyers des VIIe, IXe et XVe escadrons, fait route vers La Maddalena, revenant le 29 décembre à Naples où entre-temps les défenses anti-aériennes avaient été renforcées.
Le 8 janvier suivant, dans le cadre de l'opération Excess, la ville napolitaine est bombardée par des avions de la Royal Air Force basés à Malte et le navire est légèrement endommagé, car trois bombes tombent à proximité, dont l'une, en explosant sur le quai, provoque une infiltration d'eau dans la coque, entraînant la défaillance d'une turbine, tandis que des éclats d'une autre bombe causent la mort de cinq membres d'équipage et en blessent vingt autres. Le 9 janvier à 17h00, le Vittorio Veneto et le Giulio Cesare quittent leurs mouillages, puisque Naples n'est plus sûre, le premier pour La Spezia, le second pour Gênes, d'où, après les réparations nécessaires, il rejoint La Spezia à la fin du mois de janvier 1941.
Le 8 février suivant, ayant reçu la nouvelle que les navires britanniques de la Force H, dont le porte-avions HMS Ark Royal (91), en provenance de Gibraltar s'approchaient des côtes italiennes, une force navale sous le commandement de l'amiral Angelo Iachino et composée des navires Cesare, Doria et Vittorio Veneto, avec l'escorte des Xe et XIIIe escadrons, prend la mer à la recherche de l'ennemi, convaincu que l'objectif britannique est la Sardaigne, pour rencontrer le lendemain matin près d'Asinara les croiseurs de classe classe Trento de la IIIe division venant de Messine avec l'escorte des destroyers du XIe escadron. Mais le lendemain matin, les unités britanniques, évitant le contact avec les navires italiens, apparaissent devant Gênes et bombardent la ville.
Initialement, le choix de bombarder la ville était dû à la fois à l'importance de Gênes en tant que ville industrielle et pour donner un signal à la Regia Marina que même dans la mer Tyrrhénienne les navires italiens ne seraient pas en sécurité, et de plus dans le chantier naval étaient réparés les cuirassés Cesare et Duilio, le premier quittant Gênes à la fin du mois de janvier et le second étant confondu avec le Littorio ; mais les services secrets britanniques avaient appris que Francisco Franco viendrait à Gênes pour rencontrer Mussolini le 12 février à Bordighera et que, lors de cette rencontre, le Duce essaierait certainement de convaincre le Caudillo espagnol d'entrer en guerre aux côtés de l'Axe, avec pour conséquence que si l'Espagne était entrée en guerre, Gibraltar tomberait et toute la Méditerranée serait sous la domination de l'Axe. Pour empêcher à tout prix le gouvernement espagnol de prendre cette mesure, il fallait démontrer la faiblesse de l'Italie, incapable même de protéger ses propres côtes ; par conséquent, le bombardement de Gênes, prévu comme une opération militaire, devint une question politique et devait être effectué avant l'arrivée de Franco en Italie.
Les forces de l'amiral Iachino, ayant appris l'attaque de Gênes, pour une série de malentendus, ont tenté de rejoindre l'ennemi en retraite à Gibraltar alors qu'il était trop tard. N'ayant pas réussi à établir le contact, les unités atteignent Naples le 11 février et poursuivent leur route jusqu'à La Spezia.
Jusqu'à la fin de 1941, le navire est affecté à des tâches d'escorte de convois et, après avoir participé en décembre 1941 à l'escorte du convoi M42, à la première bataille de Syrte,, dans laquelle il fait partie de la force de couverture éloignée avec le Doria et le Littorio, a effectué sa dernière mission de la guerre en participant du 3 au 6 janvier 1942 à l'opération M43, qui visait à acheminer trois convois pour un total de six navires vers Tripoli, sous la protection directe et indirecte de la plupart des forces navales. À cette occasion également, le Giulio Cesare, ainsi que le Doria et le Littorio, constituaient l'escorte indirecte.
Après son retour à Tarente, le cuirassé a été déclaré obsolète pour les missions opérationnelles, et utilisé uniquement pour des opérations de formation. Le 30 décembre 1942, il est envoyé à Pula, pour être utilisé, également en raison du manque de carburant, comme navire-caserne et comme navire d'entraînement statique ; il se trouvait dans la ville istrienne le jour de l'armistice.

### Armistice
En vertu des clauses de l'armistice de Cassibile, le 9 septembre 1943, après avoir reçu l'ordre du Roi de se rendre à Malte avec le reste de la flotte, le plus grand épisode de dissidence et de rébellion contre la reddition soudaine et l'ordre d'emmener les navires à Malte pour se rendre aux Britanniques a lieu sur le navire. Le navire, qui se trouvait dans l'arsenal, a été réarmé à la hâte et après avoir rechargé les munitions, dans l'après-midi, vers 15 heures, il a quitté le port avec un équipage réduit, sans que le commandant, le capitaine de frégate Vittorio Carminati, ne laisse savoir quelle était leur destination et le sort qui leur était réservé, il s'est dirigé vers sa destination avec le torpilleur Sagittario et la corvette Urania.
À la sortie du port, un sous-marin (U-boot) allemand attendait le cuirassé, mais l'intervention immédiate du torpilleur Sagittario, qui a senti les intentions du sous-marin allemand, s'est jeté sur lui et a essayé de l'éperonner et a lancé contre lui, ce qui a obligé le sous-marin à esquiver, de sorte que la torpille lancée par le bateau allemand a manqué sa cible, allant se briser sur le récif.
Le cuirassé reçoit l'ordre de se rendre à Kotor, en Dalmatie, pour se ravitailler en combustible puisque le mazout dans les soutes est insuffisant pour atteindre Malte, et d'attendre de nouveaux ordres, alors qu'entre-temps des nouvelles arrivent que Trieste et Rijeka ont été occupées par les Allemands et que toute communication avec Venise est coupée.
Dans la nuit du 9 au 10 septembre, l'équipage, alors que le navire se trouvait à Ancône à environ soixante-dix milles nautiques (130 km) de la côte italienne, craignait dans l'incertitude de ces heures la reddition du navire à ceux qui, jusqu'au jour précédent, étaient les ennemis, en souvenir des soixante-dix personnes qui avaient péri dans la bataille de Punta Stilo, menée par quelques officiers mariniers et officiers, dont le chef des ingénieurs de la marine, le major Fornasari, le capitaine des ingénieurs de la marine Spotti et l'enseigne Tentoni, se sont interrogés sur leur sort et celui de leur navire. À 22h30, dans la nuit du 9 septembre, alors que le navire approchait d'Ancône, le second chef Filipponi a pris l'initiative de demander au commandant, par l'intermédiaire du capitaine Spotti, de préciser ses intentions, et lorsque Carminati s'est dérobé à la réponse de ce dernier, selon laquelle il ferait escale à Kotor, la rébellion a été déclenchée. À 2h15, des groupes d'hommes armés prennent possession du navire, le capitaine est enfermé dans sa cabine et sous bonne garde, tandis que les autres officiers qui sont restés avec lui sont enfermés dans la timonerie arrière et mis aux arrêts. L'ingénieur en chef, le Major Fornasari, ordonne au navire d'augmenter sa vitesse en se dirigeant vers Ortona et les préparatifs du sabordage commencent, avec le placement de charges explosives autour des « prises de mer » et dans les chaufferies. Le commandant Carminati, après une nuit de négociations, réussit à reprendre le contrôle de la situation, assurant que l'arrêt à Kotor ne serait que technique, donnant la parole d'honneur que, en cas de livraison à une puissance étrangère, il donnerait l'ordre d'auto-saborder le navire. À 9h15 ce 10 septembre, le commandant s'est adressé à l'ensemble de l'équipage, l'assurant que le navire resterait sous le pavillon et le commandement italiens et promettant de ne pas révéler la mutinerie afin de ne pas exposer les mutins à des conséquences.
Le navire s'est donc dirigé vers Kotor, et après avoir été repéré dans la matinée par un éclaireur allemand de la Luftwaffe et rejoint vers 1h15 avec le navire de soutien Miraglia venant de Venise, vers 13h15, il a dû repousser une attaque aérienne menée par une formation de Junkers Ju 87 Stuka. Pendant l'attaque, c'est l'enseigne Tentoni, qui avait été l'un des plus déterminés dans la mutinerie, qui a organisé le feu anti-aérien, perturbant la formation des avions allemands, qui, surpris par la réaction, ont lâché leurs bombes sans précision, qui ont fini dans la mer. Le commandant du Miraglia, étant le plus ancien, prit le commandement de la formation, et dans l'après-midi les deux navires reçurent l'ordre de ne pas aller à Kotor mais à Tarente. Après avoir atteint le canal d'Otrante dans la soirée, le cuirassé est à court de carburant et, remorqué par un navire anglais, le Cesare atteint Tarente à 14h00 le 11 septembre.
Le navire atteint Tarente alors que les Britanniques ont déjà pris possession de la base; les membres d'équipage les plus compromis par la mutinerie sont débarqués. Tentoni et les autres chefs de la mutinerie sont dénoncés, jugés et condamnés. Toutefois, les condamnations sont légères et les mutins sont ensuite réintégrés dans le service,.
En juin 1945, la Commission d'enquête sur les événements survenus à bord du cuirassé Giulio Cesare met en cause le commandant Fornasari, le capitaine Spotti et l'enseigne Tentoni pour un certain nombre de chefs d'accusation, mais la Marine, considérant les hauts motifs idéalistes qui avaient inspiré la rébellion, adopte une attitude très clémente à l'égard des mutins et la procédure s'achève le 9 novembre 1946 avec la sanction d'une suspension de service de 12 mois, mesure qui est toutefois immédiatement condensée.
L'épisode de rébellion à bord du navire n'est pas le seul à se produire dans les heures qui suivent la proclamation de l'armistice. Le soir du 8 septembre, lorsque le ministre de la Marine, Raffaele de Courten, a annoncé l'armistice aux bases de La Spezia et de Tarente et l'ordre du roi d'appareiller avec tous les navires pour Malte, il y avait un risque de révolte parmi les équipages, et dans ces heures agitées, certains ont suggéré de se lancer dans un dernier combat désespéré, d'autres ont suggéré de se saborder.
À la base de La Spezia, l'amiral Bergamini, averti par téléphone par de Courten de l'armistice imminent et de ses clauses concernant la flotte, entre dans une colère noire puis accepte formellement les ordres avec réticence. Il quitta ses amarres et leva le grand pavois, manquant ainsi à l'obligation des clauses de l'armistice de lever le drapeau noir de deuil sur les mâts et les disques noirs sur les ponts, rencontrant ainsi son destin tragique, qui fut consommé l'après-midi du 9 septembre, lorsque le cuirassé Roma, sur lequel il était embarqué coula, éventré par une bombe planante wunderwaffe guidée par radio Fritz-X larguée par un Dornier Do 217 allemand.
À la base de Tarente, le contre-amiral Giovanni Galati, commandant d'un groupe de croiseurs, ayant refusé de se diriger vers Malte, déclarant son intention de faire voile vers le Nord, soit pour chercher une dernière bataille, soit pour couler lui-même ses navires, fut mis en état d'arrestation dans la forteresse par l'amiral Brivonesi, son supérieur, qui avait tenté en vain de le persuader d'obéir aux ordres du roi, auquel il avait prêté serment.
D'autres exemples de refus de se rendre sont ceux des commandants des torpilleurs Pegaso et Impetuoso, Riccardo Imperiali et le médaillé d'or Cigala Fulgosi, qui, après avoir sauvé le cuirassé Roma naufragé, transportant les blessés aux Baléares, après avoir utilisé les 24 heures d'hospitalité prévues par le règlement, le 11 septembre 1943, au moment de partir, au lieu d'aller remettre leurs navires aux Britanniques, les coulèrent eux-mêmes en sortant du port.
Le cuirassé s'amarre à la bouée de la Mar Grande et après s'être ravitaillé en naphte, il part pour Malte à 14h00 le 12 septembre avec le navire d'appui aux hydravions Miraglia. Le lendemain, à 7h25, près du cap Passero, les deux unités italiennes rencontrent une formation anglaise formée par le cuirassé HMS Warspite (03) et quatre destroyers et, après s'être alignées sur le cuirassé anglais, atteignent Malte à midi le même jour, rejoignant le reste de la flotte, dont le commandement a été assumé par l'amiral Alberto Da Zara et, conformément aux clauses de l'armistice, le drapeau italien n'est pas abaissé et l'équipage italien reste à bord des navires.
Les navires italiens internés à Malte retournent à Tarente dans les premiers jours d'octobre 1943, à l'exception des cuirassés. Les Littorio sont internés aux Laghi amari, tandis que le Giulio Cesare, qui avec les Duilio est resté interné à la base britannique avec un équipage réduit, est autorisé à rentrer le 17 juin 1944, retournant à Tarente le 28 juin après une escale de 10 jours à Augusta, et restant inactif jusqu'à la fin des hostilités.
Pendant le conflit, il avait effectué 38 missions de guerre, dont 8 pour la recherche de l'ennemi, 2 pour l'escorte de convois et la protection du trafic national, 14 pour des transferts et 14 pour des exercices, pour un total de 16 947 milles nautiques (31 385 km) et 912 heures de missions.
Pendant la cobelligérance, il a effectué 4 missions de transfert, couvrant 1 376 milles nautiques (2 550 km) pour 93 heures de mouvement.

## Le traité de paix
À la fin de la guerre, conformément aux termes du traité de Paris, le cuirassé a été cédé à l'Union soviétique à titre de compensation pour les dommages de guerre. Le traité stipulait que les navires destinés à être cédés devaient être remis dans un état opérationnel, et par conséquent, avant la cession, l'unité a subi quelques travaux, effectués dans le chantier naval de Palerme.
Les dures conditions imposées par le traité de paix concernant la flotte, divisée entre les vainqueurs et avec des limitations considérables pour l'avenir, ont conduit en décembre 1946 à la démission du chef d'état-major de la marine, l'amiral Raffaele de Courten, protestant contre les conditions imposées par le traité, qui ne tenaient pas compte de l'attitude loyale tenue par la Marina Militare pendant toute la période de cobelligérance depuis l'armistice.
La remise des navires aux nations victorieuses, et en particulier à l'Union soviétique, où des milliers de prisonniers de guerre italiens étaient encore détenus, a suscité un tel émoi parmi les équipages de la Marina Militare et une telle indignation dans toute l'Italie que pendant les derniers mois précédant la remise, des mesures de surveillance exceptionnelles ont été prises par le biais de patrouilles, tant sur les quais que dans l'ensemble du port, et des inspections sous-marines continues ont été effectuées autour des coques des navires destinés à être remis, des hommes-grenouilles plongeant toutes les trente minutes, de crainte que des charges explosives capables de les faire couler ne soient appliquées. Parmi les unités qui devaient être remises aux Soviétiques et qui étaient les plus susceptibles d'être l'objet de sabotage, il y avait le cuirassé Giulio Cesare et le navire-école Cristoforo Colombo, et on découvrit également que des membres des Fasci di Azione Rivoluzionaria (FAR ou Faisceaux d'Action Révolutionnaire) et des vétérans du Xe Flottiglia MAS avaient planifié le naufrage du Cristoforo Colombo, qui était un mythe pour tous les marins, ayant formé des générations d'officiers, et qui devait être sauvé de la honte d'être remis à l'étranger.
En particulier, en plus du Giulio Cesare et du Colombo, les Soviétiques obtiennent le croiseur Emanuele Filiberto, les destroyers Artigliere et Fuciliere, les torpilleurs de la Classe Ciclone: Animoso, Ardimentoso et Fortunale, et les sous-marins Nichelio et Marea, ainsi que le destroyer Riboty, qui n'a pas été retiré en raison de son obsolescence, et d'autres navires tels que des vedettes-torpilleurs MAS et des torpilleurs, des vigies, des pétroliers, des péniches de débarquement, un navire de transport et douze remorqueurs. Hormis le Riboty, une petite partie de la part prévue par les Soviétiques n'a pas été retirée en raison de son mauvais état, et pour cette partie du navire, les Soviétiques ont accepté une compensation financière.
Les Soviétiques ont essayé d'obtenir l'un des deux cuirassés modernes Littorio, qui, n'ayant pas été retirés par les États-Unis et l'Angleterre, à qui ils avaient été attribués, ont été laissés à l'Italie avec la stipulation qu'ils seraient mis au rebut. Les Soviétiques, n'ayant pas réussi à obtenir l'une ou l'autre des deux unités modernes, ont exigé que les plat-bords soient coupés au chalumeau et les pales de la turbine détruites à la masse.
La livraison des navires aux Soviétiques devait se faire en trois étapes, de décembre à juin 1948. Les unités principales étaient celles du premier et du deuxième groupe. Le cuirassé fait partie du premier groupe, avec le Artigliere et les deux sous-marins, tandis que le second groupe comprend le Emanuele Filiberto, le navire-école et les torpilleurs. Pour tous les navires, la livraison devait avoir lieu dans le port d'Odessa, à l'exception du cuirassé et des deux sous-marins qui devaient être livrés dans le port albanais de Vlora, car la convention de Montreux n'autorise pas le passage par les Dardanelles des cuirassés et des sous-marins appartenant à des États enclavés dans la mer Noire. Le transfert devait se faire avec des équipages civils italiens sous le contrôle de représentants soviétiques et avec des navires battant pavillon de la marine marchande, les autorités gouvernementales italiennes étant responsables des navires jusqu'à leur arrivée dans les ports où ils devaient être livrés. Afin de prévenir d'éventuels sabotages, les navires des deux premiers groupes seraient amenés à leurs ports de destination sans munitions à bord, qui seraient ensuite transportées à destination par des cargos normaux, à l'exception du cuirassé, qui a été livré avec 900 tonnes de munitions, qui comprenaient également 1 100 obus des canons principaux et l'ensemble des 32 torpilles de 533 mm des deux sous-marins.

## Novorossiysk
Le 9 décembre 1948, le cuirassé est transféré de Tarente à l'arsenal d'Augusta, où le 15 décembre 1948 il est désarmé avec les unités du premier groupe.
Le navire a été définitivement rayé du registre naval italien à compter du 15 décembre 1948 par décret du Président de la République du 29 avril 1949.
À la base d'Augusta, en janvier 1949, arrive un groupe de 56 membres d'équipage des unités livrées, dont le commandant du cuirassé, le capitaine de 1er rang Jurij Zinov'ev (en russe : Юрий Зиновьев) qui avait commencé sa carrière comme simple marin pendant la Première Guerre mondiale et qui, pendant la Seconde Guerre mondiale, avait commandé le croiseur Molotov et, à partir du printemps 1942, le cuirassé Parižskaja Kommuna. Le 19 janvier, le commandant Zinov'ev meurt subitement d'une crise cardiaque et est remplacé par le commandant de rang égal Boris Beljaev, qui avait commandé pendant le conflit le destroyer Baku, une escadre de destroyers et à partir d'avril 1944 le croiseur Murmansk.
La première unité à être livrée aux Soviétiques a été le Artigliere, qui avec les initiales Z 12 a atteint Odessa le 21 janvier avec un équipage de la marine marchande, faisant partie de la marine soviétique à partir du 23 janvier, tandis que pour le cuirassé la livraison aux Soviétiques a eu lieu dans le port albanais de Vlora, atteint avec un équipage de la marine marchande, en même temps que les deux sous-marins.
Le cuirassé, parti d'Augusta le 2 février, naviguant à la vitesse de 16 nœuds (30 km/h), atteint Vlora le 3 février, où, sous la marque Z 11, a lieu le transfert temporaire à la commission soviétique, dirigée par le contre-amiral Gordej Ivanovič Levčenko. Le 6 février, jour où le transfert du cuirassé a été formalisé par la signature du protocole de transfert, le pavillon de la Marine soviétique a été hissé pour la première fois à bord de l'unité. Le lendemain, 7 février, le transfert des deux sous-marins est également formalisé.
Ayant quitté sa nouvelle base de Sébastopol le 15 février, avec les deux sous-marins Marea (Z 13) et Nichelio (Z 14), le bâtiment est arrivé à destination le 26 février et, le 5 mars 1949, a été rebaptisé Novorossijsk (en russe : Новороссийск) et incorporé à la flotte de la mer Noire. Le nom donné au navire rappelle le siège de Novorossiïsk, lorsque la ville de Novorossiïsk, sur la côte orientale de la mer Noire, a constitué un bastion contre l'offensive allemande au cours de l'été 1942. D'intenses combats se sont déroulés dans et autour de la ville, d'août à septembre 1942, au cours desquels les Soviétiques ont réussi à maintenir la possession de la partie orientale de la baie, empêchant les Allemands d'utiliser le port pour livrer du matériel ; la ville recevra le titre de ville héroïque en 1973 en commémoration du siège.
Lors de la conférence de Moscou, après la capitulation de l'Italie et sa sortie de l'Axe, l'Union soviétique avait déjà exigé une part substantielle de la marine militaire et marchande italienne en guise de réparation de guerre, y compris un cuirassé, lors de la rencontre entre les ministres des affaires étrangères des trois principales puissances alliées, Eden, Hull et Molotov, et avait réitéré cette demande lors de la rencontre entre Staline, Roosevelt et Churchill à la conférence de Téhéran, en trouvant le soutien du président américain ; mais l'Italie étant à ce moment-là en cobelligérance avec les Alliés, la division de la flotte italienne n'a pas été considérée opportune ; aussi les Soviétiques reçurent en échange, comme un prêt, des Américains et des Britanniques quelques unités, en attendant qu'avec la fin du conflit le destin de la flotte italienne ait été décidé. Parmi les navires prêtés aux soviétiques figurent plusieurs destroyers de classe Town, trois sous-marins de Classe U, le croiseur léger américain de classe Omaha Milwaukee, rebaptisé Murmansk, et l'ancien cuirassé britannique HMS Royal Sovereign (05), entré au service des Soviétiques le 30 mai 1944 et  rebaptisé Arkhangelsk. Ce dernier a été rendu aux Britanniques le 4 février 1949, le jour après que les Soviétiques ont reçu le Giulio Cesare de l'Italie. Toutes ces unités ont servi dans la flotte du Nord et ont été restituées à la fin du conflit, à l'exception d'un destroyer perdu pour cause de guerre,.
La marine soviétique avait encore en service les cuirassés Oktjabr'skaja Revoljucija et Parižskaja Kommuna, deux vieilles unités de la classe Gangut, datant de la Première Guerre mondiale et modernisées dans les années 1930. L'entrée en service du cuirassé italien, de conception plus moderne que les cuirassés qu'elle avait en service jusqu'alors, devait servir à préparer les équipages, en attendant que les cuirassés du projet 82 de la classe Stalingrad soient achevés.
Au moment de la livraison, le navire était dans un état très négligé, car il avait été très mal entretenu de 1943 à 1948, à l'exception de quelques réparations mineures sur des pièces électromécaniques, effectuées à Palerme juste avant son transfert en Union soviétique. Le navire avait de la rouille à plusieurs endroits, les soubassements des superstructures étaient en très mauvais état, et il y avait de nombreux coquillages fixés le long de la ligne de flottaison. La plupart des armes étaient dans un état satisfaisant, à l'exception de l'armement anti-aérien secondaire, et la centrale électrique principale, ainsi que les œuvres vives qui avaient été traités avec des peintures anti-salissures, tandis que les vannes et les tuyauteries étaient en très mauvais état et les générateurs diesel de secours étaient pratiquement inutilisables. Les tuyaux du système de lutte contre l'incendie et les tubes des chaudières étaient pleins de saletés ; quant aux cuisines, seule celle du carré des officiers était pleinement fonctionnelle. Les postes de l'équipage n'étaient pas non plus adaptés aux caractéristiques climatiques de la région de la mer Noire, puisque le navire était conçu pour opérer en Méditerranée et que les postes d'équipage étaient mal isolés de l'extérieur, ce qui, en hiver, lorsque la différence entre la température à l'intérieur des pièces chauffées et la température extérieure beaucoup plus froide était plus grande, provoquait la formation de condensation, en particulier dans la zone de la proue, avec pour conséquence qu'il pleuvait à l'intérieur des locaux. Le commandement de la flotte de la mer Noire a essayé de transformer le bâtiment aussi rapidement que possible en une véritable unité de combat, mais la situation était compliquée par le fait qu'une grande partie de la documentation, exclusivement en italien, n'était pas compréhensible.
Du 12 mai au 18 juin 1949, le navire est entré dans le bassin pour des travaux d'entretien et le nettoyage et la réparation des œuvres vives (carène).
Au cours de l'été 1949, le cuirassé participe aux manœuvres de la flotte de la mer Noire en tant que navire-amiral, mais sa participation est davantage symbolique, car l'équipage a eu peu de temps pour se familiariser avec le navire. Toutefois, sa participation est destinée à démontrer la capacité des marins soviétiques à faire fonctionner des navires italiens. Plus tard, le cuirassé a également été utilisé comme navire d'entraînement pour les artilleurs.
Entre 1950 et 1955, le navire est retourné en bassin à plusieurs reprises pour des travaux de modernisation et d'entretien.
Le bâtiment est passé au bassin pour des travaux d'entretien en juillet 1950 ; puis en 1951, une première fois du 29 avril au 22 juin et une seconde fois en octobre ; puis en 1952 (en juin), et en 1953 pour des travaux de modernisation ; puis à nouveau pour des travaux d'entretien en novembre 1954 et en 1955 du 13 février au 29 mars.

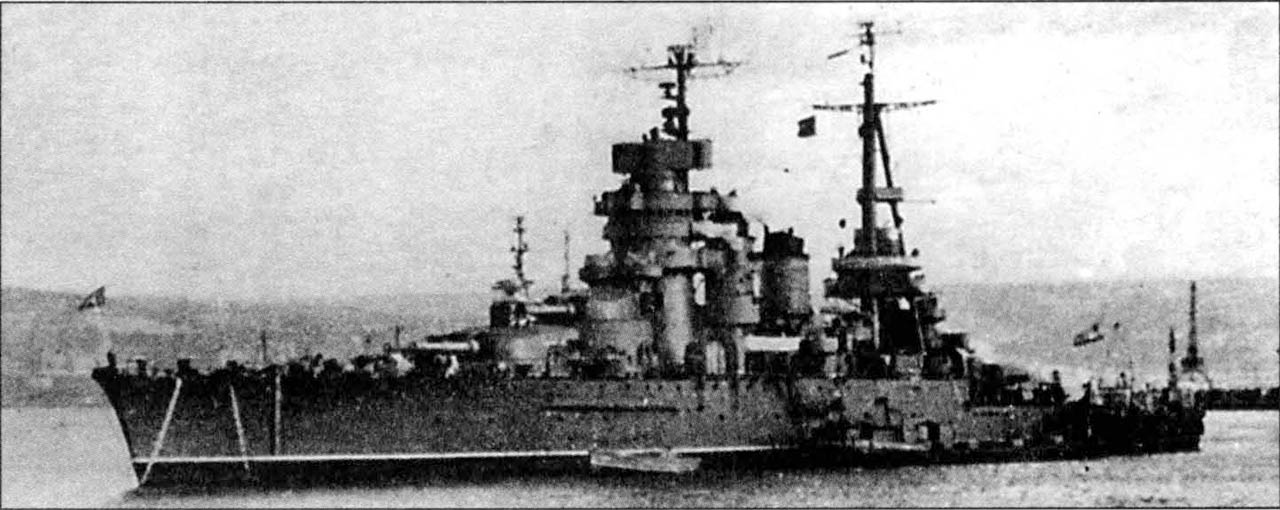
Le cuirassé après les travaux de modernisation soviétiques

Au cours des travaux de modernisation effectués en 1953, le navire a été équipé d'un radar, de nouveaux équipements de communication radio et d'une nouvelle direction de tir pour les canons principaux. L'armement anti-aérien a été reconfiguré avec le retrait des canons 37/54 mm et des mitrailleuses 20/65 mm, remplacés par 30 canons 37/67 mm, avec vingt-quatre canons répartis en douze systèmes jumelés 37/67 mm K-66 refroidis par eau avec une cadence de tir de 320-360 coups par minute, et six canons simples 37/67 mm 70-K refroidis par air avec une cadence de tir de 150 coups par minute. Les générateurs diesel de secours ont également été remplacés.
D'autres modifications concernent la tour avant, où sont installés des radars et des appareils électroniques, et le système de propulsion, avec le remplacement des turbo-réducteurs par des turbines Kharkov de fabrication soviétique qui permettent au navire d'atteindre une vitesse maximale de 27 nœuds (50 km/h). On a également envisagé de remplacer les tourelles principales par les tourelles de 305/52 mm des unités de la classe Gangut qui avaient été déclassées, étant donné que le navire avait été livré avec seulement une réserve de munitions pour les canons de 320 mm et la difficulté conséquente de trouver des munitions pour ces canons. Cette idée ayant été écartée, la production de munitions pour les canons de fabrication italienne a été lancée. Les travaux de modernisation ont entraîné une légère surcharge du navire d'environ 130 tonnes, avec une diminution de la stabilité en raison du changement de 3 centimètres de la hauteur métacentrique.
Au cours de l'été 1955, à partir du mois de mai, le cuirassé participe aux activités opérationnelles de la flotte de la mer Noire, menant une intense activité d'entraînement avec de nombreuses sorties en mer jusqu'à la fin du mois d'octobre.

### Le naufrage
Le soir du 28 octobre 1955 après être revenu d'un voyage pour participer aux célébrations du centenaire de la défense de Sébastopol, le navire est amarré sur coffre dans la baie de Sébastopol à 300 mètres du rivage, devant un hôpital. À 1h30 du matin, dans la nuit du 29 octobre, une explosion, d'une force estimée à 1 200 kg de TNT sous la coque, a déchiré tous les ponts du blindage, du pont inférieur au pont de gaillard, ouvrant une entaille dans la coque de plus de 340 mètres carrés de part et d'autre de la quille, sur 22 mètres de long. Le navire a chaviré en trois minutes, à 110 mètres du rivage, où la profondeur d'eau était de 17 mètres, avec 30 mètres supplémentaires de boue visqueuse au fond de la baie de Sébastopol. À bord du Novorossiysk se trouvaient un millier de marins: une partie de l'équipage et 200 cadets. Au moment de l'explosion, on estime que 150 à 175 membres d'équipage ont perdu la vie dans la zone de l'explosion.
Sur le pont du gaillard d'avant, le trou mesurait 14 × 4 mètres. L'explosion était si forte qu'elle a également été enregistrée par des sismographes en Crimée.
À 2h00, le commandant des opérations de la flotte, le capitaine de 1er rang  Ovčarov, ordonne de « remorquer le navire vers un endroit peu profond », mais à 2h32, le navire s'incline à tribord, tandis que les remorqueurs traînent le cuirassé. Après 10 minutes, le navire s'est incliné de 17 degrés, alors le chef d'état-major de la flotte de la mer Noire, le contre-amiral Nikolaï Ivanovič Nikol'skij, a demandé au commandant de la flotte de la mer Noire, le vice-amiral Viktor Aleksandrovič Parchomenko, et au vice-amiral Nikolaï Michajlovič Kulakov, du Conseil militaire de la flotte de la mer Noire, d'évacuer les marins non nécessaires aux travaux de sauvetage, mais la réponse a été négative.
Le navire a coulé lentement par l'avant, chavirant sur son côté bâbord, à 4h15, 2 heures et 45 minutes après l'explosion, alors qu'il avait déjà pris plus de 7 000 tonnes d'eau, avec des centaines de marins, qui étaient sur le pont, tombant dans l'eau et recouverts par la coque du cuirassé. Le chavirement a été accéléré par l'inondation des ponts, provoquée par l'équipage lui-même, pour empêcher l'explosion des magasins de munitions restants. Le navire est resté 18 heures dans cette position avec le mât planté dans le fond marin et, à 22 heures, la coque avait complètement disparu sous l'eau, avec des centaines de marins piégés dans les compartiments du navire. Il s'agit de la plus grande catastrophe de l'histoire de la marine russe, aggravée par l'inexpérience de l'équipage et l'impréparation des sauveteurs et des officiers du navire lui-même, qui aurait pu être remorqué en eau peu profonde, évitant ainsi le chavirement, avec pour résultat que la plupart des victimes sont restées coincées dans les compartiments du navire. Compte tenu du temps écoulé entre l'explosion et le chavirement du cuirassé, l'équipage aurait pu être évacué. Entre 50 et 100 marins sont morts dans l'explosion et dans les compartiments immédiatement immergés. Les autres sont morts lorsque le navire a chaviré. Après le chavirement du navire, de plus petits navires et des canots de sauvetage sont intervenus et ont sauvé de nombreux survivants des eaux glacées. Seuls neuf marins piégés à bord ont été sauvés: des plongeurs ont pu récupérer deux hommes piégés dans une poche d'air après 50 heures, tandis que sept autres ont été sauvés en découpant un trou dans la zone arrière cinq heures après le chavirement.
Le naufrage a coûté la vie à 604 marins, y compris certains marins des équipes de sauvetage, dont cinq du croiseur Molotov, qui ont perdu la vie lorsque le cuirassé Novorossiysk a chaviré.
Le Kremlin a initialement affirmé que la tragédie avait été déclenchée par des incendies accidentels à bord, mais en raison du climat politique de la guerre froide, le sort du Novorossiysk est resté flou jusqu'à la fin des années 1980. Aujourd'hui encore, les causes de l'explosion ne sont pas claires, car les informations sur ce qui est arrivé au cuirassé n'ont pas été entièrement déclassifiées.
Afin d'élucider les causes de l'explosion, une commission gouvernementale est immédiatement mise en place, qui présente ses conclusions au Comité central du PCUS le 17 novembre 1955.
La commission gouvernementale dirigée par le colonel général Viatcheslav Malychev, vice-président du Conseil des ministres de l'URSS et ministre de l'industrie de la construction navale, a conclu que la cause la plus probable de la catastrophe était « l'explosion sous-marine externe (sans contact) d'une charge équivalente à 1 000–1 200 kg de TNT », probablement un RMH magnétique déposé par les allemands pendant la Seconde Guerre mondiale et laissé dans les fonds marins boueux. Malychev lui-même, dès 1939, commissaire du peuple pour l'industrie lourde, envoyé pour inspecter le navire lors de la préparation de son transfert en Union soviétique, avait exprimé un avis défavorable à sa vente, considérant le navire non seulement comme ayant une valeur de guerre dépassée, mais aussi comme étant d'une utilité limitée en raison de la détérioration générale de l'équipement et des structures résultant de l'entretien limité auquel l'unité avait été soumise pendant toute la période d'internement et de cobelligérance. L'avis de Malychev n'a toutefois pas été pris en compte par Staline pour des raisons de prestige diplomatique.
La responsabilité principale de l'énorme perte de vies humaines est directement attribuée aux actions incompétentes du commandant de la flotte de la mer Noire, le vice-amiral Parchomenko, qui a été démobilisé le 8 décembre 1955 et qui, refusant d'abandonner le navire, a invité tout le monde à retourner à son poste, en assurant que le navire n'était pas en danger.
En plus de sous-estimer le danger que courait le navire, Parchomenko ne connaissait pas les conditions du fond marin, ayant cru que la différence entre la profondeur de la mer (17 m) et la largeur du navire (28 m) empêcherait le chavirement. Mais la couche superficielle du fond marin, composée de boue molle à 15 m de profondeur, n'offrait aucune résistance. Il a été rapporté que, pendant cette situation critique, le commandant a fait preuve d'une bravade et d'un calme sans faille et a même exprimé le désir d'« aller prendre le thé ».
Le commandant du cuirassé, le capitaine Aleksandr Pavlovič Kuchta, qui était en vacances au moment de la catastrophe, est rétrogradé et envoyé dans la réserve. Ont également été déchargés et rétrogradés le commandant de la 24e division navale de la zone de protection des eaux, le contre-amiral Anatolij Aleksandrovič Galickij, le chef d'état-major de la flotte de la mer Noire, le contre-amiral Nikol'skij et le membre du Conseil militaire, le vice-amiral Kulakov.
Le rapport de la Commission a souligné certains exemples de courage et de véritable héroïsme des membres de l'équipage, qui ont été contrecarrés par le comportement de Parchomenko.
Selon l'avis de l'ingénieur naval et historien militaire Oleg Teslenko, la mine, heurtée par une ancre, a explosé et aurait provoqué l'explosion subséquente du réservoir de carburant utilisé pour ravitailler les annexes embarquées. Au cours des deux années suivantes, les plongeurs ont trouvé 19 mines magnétiques au fond de la baie de Sébastopol ; onze d'entre elles avaient une puissance correspondant à celle de l'explosion sous le Novorossiysk, et trois d'entre elles se trouvaient à une distance de moins de 50 mètres du lieu de l'explosion. Cette explication suscite toutefois de nombreux doutes. Le site du Novorossiysk était considéré comme propre, il avait déjà été utilisé plusieurs fois par d'autres navires et les derniers relevés avaient été effectués dans la période 1951-1953. Certains experts affirment que le déclencheur électrique des mines magnétiques ne pouvait plus fonctionner après 11 ans, en raison de la durée de vie maximale des piles (qui était de 9 ans). Certains experts estiment que la taille du cratère au fond (1 à 2,1 m de profondeur) est trop petite pour une mine de cette taille. En revanche, les dégâts subis par le navire étaient considérables, et selon certains chercheurs, équivalents à 5 000 kg de TNT; de plus, le navire étant amarré à un coffre, il n'avait pas jeté l'ancre,.
Une explication plus théâtrale est l'hypothétique vengeance d'anciens membres de la Xe Flottiglia MAS de Borghese pour le transfert d'un cuirassé italien à l'Union soviétique grâce à leur mission secrète. On rapporte que peu de temps après, un petit groupe de plongeurs italiens a reçu des décorations militaires. Le sabotage aurait été effectué soit en plaçant une charge explosive sous la quille, soit à l'aide d'une torpille lancée depuis un mini-sous-marin qui aurait pénétré dans la rade. Le type de brèche, selon les experts, semble exclure, mais pas complètement, l'hypothèse de la torpille. Les hommes et les moyens de sabotage auraient été amenés là par certains navires marchands italiens qui se trouvaient à l'époque dans les ports de Crimée, et de plus les hommes du Xe MAS connaissaient parfaitement la région pour y avoir opéré pendant la Seconde Guerre mondiale. L'historien russe Nikolaj Čerchašin, à l'appui de cette hypothèse, note dans un article écrit dans la revue Soveršenno sekretno (en cyrillique : Совершенно секретно) que le cuirassé avait été allongé de dix mètres pendant les travaux de rénovation, avec l'ajout d'une nouvelle section à l'avant, et que son point faible se situait à la jonction de l'ancienne coque avec les nouveaux éléments structurels à l'avant, le point où l'explosion s'est produite ; et que les raiders qui auraient effectué le sabotage auraient probablement été conscients des faiblesses structurelles du navire, plaçant une charge de TNT précisément à l'un de ces points. Cependant, il n'existe aucune preuve solide pour confirmer cette hypothèse, qui a également été démentie par l'amiral Gino Birindelli (qui, selon cet historien russe, aurait été parmi les membres du groupe qui aurait effectué le sabotage), et qui a commenté l'histoire de la vengeance romantique italienne comme « une autre connerie vendue par un Russe ».
L'hypothèse d'un sabotage étranger fait également apparaître les Britanniques, qui auraient organisé l'action en utilisant également des hommes-grenouilles italiens, par crainte que le cuirassé ne soit équipé d'armes nucléaires, et en raison du fait qu'à la fin du mois d'octobre 1955, une escadrille navale britannique aurait effectué des exercices dans les mers Égée et de Marmara.
Cependant, au fil des ans, les Russes ont plusieurs fois évoqué un sabotage étranger avec une implication italienne pour l'explosion du navire. En 1999, le journal Segodnia avait même écrit que l'action faisait partie d'un plan plus vaste d'invasion de l'Union soviétique, bloqué par l'Organisation du traité de l'Atlantique nord (OTAN) au dernier moment. Selon l'agence de presse russe RIA Novosti, la commission gouvernementale chargée d'enquêter sur les faits n'aurait pas exclu que l'explosion du cuirassé soit le signal du début des opérations militaires de l'OTAN contre l'Union soviétique. Au cours de la seconde moitié d'octobre 1955, il y avait eu une concentration massive de la marine américaine (U.S. Navy) et des marines d'autres États en Méditerranée orientale. De plus, l'explosion du cuirassé aurait pu entraîner la détonation des dépôts de munitions des navires amarrés à proximité du Novorossiysk, ce qui aurait gravement endommagé la base principale de la flotte de la mer Noire.
Il convient toutefois de noter qu'une telle action aurait pu provoquer le déclenchement de la troisième guerre mondiale si elle avait été découverte, et aurait donc été une opération très risquée.
L'hypothèse selon laquelle le naufrage serait dû à un sabotage italien a été rappelée avec force détails par le magazine russe Itoghi en 2005 à l'occasion du cinquantième anniversaire du naufrage et rapportée dans un article publié le 25 octobre 2005 dans le journal génois Il Secolo XIX. Selon ce magazine russe, l'hypothèse la plus crédible est que le naufrage serait dû à des bombes à retardement placées sur la quille par des saboteurs italiens, possiblement huit hommes-grenouilles sous les ordres des services secrets italiens. Selon ce magazine, les services secrets italiens de l'époque ont agi pour le compte de l'OTAN afin d'empêcher que le cuirassé, qui appartenait à la Regia Marina, soit équipé de missiles nucléaires, et les services ont trouvé des complices enthousiastes parmi les vétérans du Decima Mas, qui considéraient la vente du cuirassé comme un « acte de déshonneur ».
Le magazine, rappelant qu'à l'époque seuls deux États de l'OTAN, l'Italie et la Grande-Bretagne, disposaient de personnel formé pour une telle entreprise, affirme que le seul des protagonistes de cette entreprise encore en vie, aurait raconté les détails de l'exploit à un ancien officier soviétique, rencontré par hasard lors de vacances en Floride.

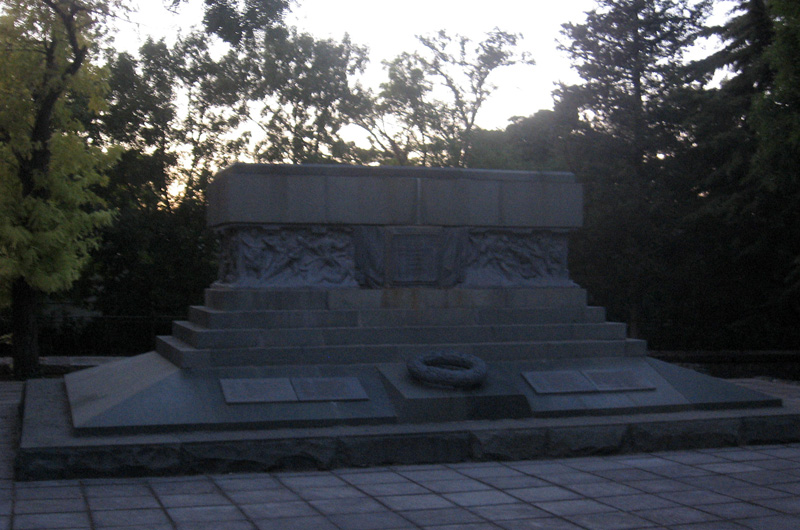
Monument aux marins du Novorossiysk à Sébastopol

Une autre théorie suggère que des explosifs avaient été cachés à bord avant d'être remis aux russes. À l'appui de cette seconde hypothèse, Nikolaj Čerchašin souligne lui-même que, lors des travaux de rénovation, la nouvelle proue avait été partiellement superposée à l'ancienne, créant des brèches, et que la charge explosive principale a pu être dissimulée dans un double fond avant la remise du navire aux soviétiques, considérant également que les russes avaient une connaissance très superficielle de certains éléments structurels du navire, les documents techniques sur les matériaux utilisés n'étant rédigés qu'en italien et tous les doubles fonds du cuirassé n'ayant donc pas été inspectés. Cependant, aucune trace de sabotage n'a jamais été trouvée et, bien que les enquêtes soviétiques n'aient pas complètement exclu cette possibilité, en raison des mauvaises mesures de sécurité de la flotte la nuit de l'explosion, les plaques de la coque se sont pliées vers l'intérieur comme si l'explosion s'était produite sous la quille, à l'extérieur. Selon l'opinion de Jurij Lepechov, officier mécanicien du cuirassé Novorossiysk, la cause de l'explosion pourrait être la détonation d'une (ou peut-être même de deux) mines magnétiques allemandes ; mais en même temps, puisque la coque a été complètement pénétrée par l'explosion, et le fait que le trou dans le fond ne coïncide pas avec les trous dans le pont, la mine pourrait avoir causé la détonation des explosifs qui avaient été cachés dans les doubles fonds du navire.
Selon une autre théorie de la conspiration, le naufrage du cuirassé Novorossiysk était une action des services secrets russes pour accuser la Turquie de sabotage, afin d'avoir un prétexte pour l'occupation du Bosphore et du détroit des Dardanelles. Il n'y a aucune preuve pour soutenir cette théorie.
Il existe encore une autre théorie de la conspiration, qui attribue le naufrage du Novorossijsk à des agents du KGB afin de discréditer les dirigeants de la marine.
En raison de la perte du Novorossijsk, le vice-premier ministre de la Défense et commandant en chef de la marine Nikolaï Guerassimovitch Kouznetsov est démis de ses fonctions en novembre 1955, et en février 1956, il est rétrogradé du rang d'amiral de la flotte de l'Union soviétique au rang de vice-amiral et définitivement retiré du service actif.
Lors du Plénum du Comité central de l'URSS du 29 octobre 1957, Nikita Khrouchtchev déclare : « Nous avons dépensé plus de 100 milliards de roubles pour la flotte, en construisant de vieux navires et des destroyers armés d'artillerie. J'ai mené une grande lutte, mais Kouznetsov a évité de penser à s'occuper de la flotte et a échoué. Il est nécessaire de tout évaluer d'une manière nouvelle. Nous devons construire une flotte, mais surtout une flotte de sous-marins armés de missiles ». Le plan décennal de construction navale ne reflétait pas les nouvelles priorités de l'avenir, et le développement plus capitalistique et rentable exigé du complexe militaro-industriel afin de construire les forces nucléaires navales stratégiques souhaitées par les dirigeants politiques et militaires de l'URSS a scellé le sort du commandant en chef de la marine, Kouznetsov. Après la disparition du cuirassé Novorossiysk, la réduction massive de la marine soviétique a commencé, avec la mise au rebut des cuirassés obsolètes Parižskaya Kommunaja et Oktjabr'skaja Revoljucija, du croiseur Kerch, des vieux sous-marins et d'autres navires construits avant la Seconde Guerre mondiale.
L'amiral Kouznetsov ne sera réhabilité à titre posthume par le Praesidium de l'Union soviétique qu'en 1988, soit 33 ans après le naufrage et 14 ans après sa mort en 1974.
Les autorités soviétiques ont décidé de dissimuler la catastrophe, et aucune mention n'en a été faite dans la presse nationale. Les victimes ont été enterrées dans une fosse commune dans un cimetière militaire local et les survivants, réaffectés dans d'autres départements, ont reçu l'ordre de ne pas parler de l'événement.
Les premières prospections pour la récupération de l'épave ont commencé à l'été 1956, par une expédition appelée « EON 35 »,. Les préparatifs ont été achevés à la fin du mois d'avril 1957, et le 30 avril, les premières opérations ont commencé. La coque a été ramenée à la surface dans l'après-midi du 4 mai et, malgré la pluie, une foule nombreuse s'est précipitée sur les rives et les collines entourant la ville pour assister à la récupération. Le 14 mai, la coque a chaviré et s'est enfoncée dans une petite baie à la périphérie de la ville, appelée la baie des Cosaques. Le cuirassé a ensuite été désarmé et mis à la ferraille à l'usine Zaporozhistal, tandis qu'un des canons de 320 mm du navire est resté exposé dans une école navale de Sébastopol jusqu'en 1971.
Dix-neuf ans plus tard, la flotte de la mer Noire sera endeuillée par un autre accident tragique, lorsque le Otvažnyj, un destroyer de la Classe Kachine, connaîtra une formidable explosion à bord le 29 août 1974, probablement dans une soute à missiles, coulant au fond de la mer Noire après cinq heures d'incendie, dans lequel plus de 200 des 280 membres d'équipage perdront la vie.
Fin décembre 1999, le premier ministre de l'époque, Vladimir Poutine, a rendu hommage à sept marins survivants du cuirassé, qui ont été décorés par un décret du président Boris Eltsine.

## LeGiulio Cesaredans la littérature
Dans Lo Zar non è morto (Le Tsar n'est pas mort), un roman collectif publié en 1929 et écrit par le Gruppo dei Dieci, on imagine que le Giulio Cesare a été vendu par l'Italie à la Chine, devenant ainsi le premier cuirassé de ce pays : naturellement, le fait est pertinent pour les événements du roman.